# Soma, Gambia
Soma  este un oraș  în  diviziunea  Lower River, Gambia, situat pe malul sudic al fluviului Gambia, la intersecția dintre Autostrada Trans-Gambia și drumul principal ce străbate Gambia de la est la vest.